# 61è Festival Internacional de Cinema de Canes
El 61è Festival Internacional de Cinema de Canes es va dur a terme del 14 al 25 de maig de 2008. El President del Jurat Oficial fou l'actor i director estatunidenc Sean Penn. Un total de 22 pel·lícules de 14 països foren seleccionades per competir per la Palma d'Or. Els premis foren anunciats el 24 de maig. La pel·lícula Entre les murs de Laurent Cantet va guanyar la Palme d'Or.
El festival va obrir amb Blindness, de Fernando Meirelles i va tancar amb What Just Happened, de Barry Levinson. Édouard Baer fou el mestre de cerimònies. Hunger, dirigida per Steve McQueen, va obrir la secció Un Certain Regard.
La premsa britànica va informar de la llista de pel·lícules en competició d'aquest any que va destacar per la seva absència de pel·lícules britàniques per segon any consecutiu. A més de les pel·lícules seleccionades per a la competició aquest any, van ser estrenades al festival les principals produccions de Hollywood com Indiana Jones and the Kingdom of the Crystal Skull i Kung Fu Panda.

## Jurat

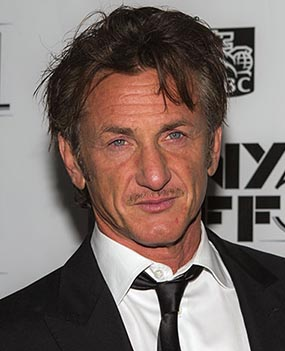
Sean Penn, President del jurat

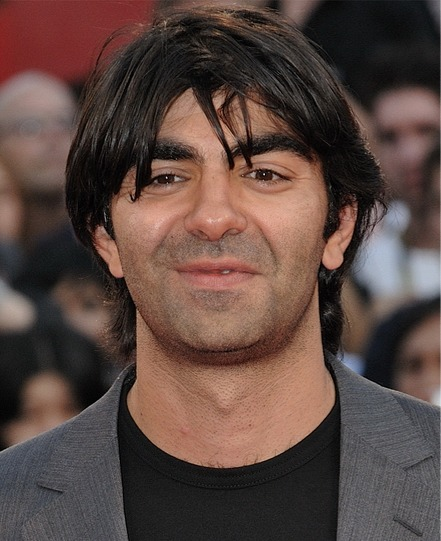
Fatih Akin, President del jurat Un Certain Regard

### Competició principal
Les següents persones foren nomenades per formar part del jurat de la competició principal en l'edició de 2008:
- Sean Penn (actor i director) Jury President
- Jeanne Balibar (actriu i cantant)
- Rachid Bouchareb (director)
- Sergio Castellitto (actor i director)
- Alfonso Cuaron (director)
- Alexandra Maria Lara (actriu)
- Natalie Portman (actriu)
- Marjane Satrapi (autora i directora)
- Apichatpong Weerasethakul (director)

### Un Certain Regard
Les següents persones foren nomenades per formar part del jurat de la secció Un Certain Regard de 2008:
- Fatih Akin (director) President
- Anupama Chopra (crític de cinema)
- Yasser Moheb (crític)
- Yekaterina Mtsituridze (periodista)
- José Maria Prado (empleat de la filmoteca)

### Cinéfondation i curtmetratges
Les següents persones foren nomenades per formar part del jurat de la secció Cinéfondation i de la competició de curtmetratges:
- Hou Hsiao-hsien (director) President
- Olivier Assayas (director)
- Susanne Bier (director)
- Marina Hands (actriu)
- Laurence Kardish (curador)

### Càmera d'Or
Les següents persones foren nomenades per formar part del jurat de la Càmera d'Or de 2008:
- Bruno Dumont (director) President
- Isabelle Danel (crític)
- Jean-Michel Frodon (crític)
- Monique Kourdine (Fédération des Industries Tech)
- Willy Kurant (cineasta)
- Jean Henri Roger (director)

## Selecció oficial

### En competició – pel·lícules
Les següents pel·lícules competiren per la Palma d'Or:
| Títol original                                  | Director(s)                    | País            |
| ----------------------------------------------- | ------------------------------ | --------------- |
| Er shi si cheng ji 二十四城记/二十四城記        | Jia Zhangke                    | R.P. de la Xina |
| Adoration                                       | Atom Egoyan                    | Canadà          |
| Blindness                                       | Fernando Meirelles             | Brasil          |
| Changeling                                      | Clint Eastwood                 | Estats Units    |
| Che (Part I: The Argentine i Part II: Guerilla) | Steven Soderbergh              | Estats Units    |
| Un conte de Noël                                | Arnaud Desplechin              | França          |
| Entre les murs                                  | Laurent Cantet                 | França          |
| Delta                                           | Kornél Mundruczó               | Hongria         |
| Il Divo                                         | Paolo Sorrentino               | Itàlia          |
| La frontière de l'aube                          | Philippe Garrel                | França          |
| Gomorra                                         | Matteo Garrone                 | Itàlia          |
| La mujer sin cabeza                             | Lucrecia Martel                | Argentina       |
| Leonera                                         | Pablo Trapero                  | Argentina       |
| Linha de Passe                                  | Walter Salles i Daniela Thomas | Brasil          |
| My Magic                                        | Eric Khoo                      | Singapur        |
| Palermo Shooting                                | Wim Wenders                    | Alemanya        |
| Serbis                                          | Brillante Mendoza              | Filipines       |
| Le silence de Lorna                             | Jean-Pierre i Luc Dardenne     | Bèlgica         |
| Synecdoche, New York                            | Charlie Kaufman                | Estats Units    |
| Üç Maymun                                       | Nuri Bilge Ceylan              | Turquia         |
| Two Lovers                                      | James Gray                     | Estats Units    |
| Vals Im Bashir (ואלס עם באשיר)                  | Ari Folman                     | Israel          |

### Un Certain Regard
Les següents pel·lícules foren seleccionades per competir a Un Certain Regard:
- Afterschool d'Antonio Campos
- Hunger de Steve McQueen
- De ofrivilliga de Ruben Östlund
- Je veux voir de Joana Hadjithomas i Khalil Joreige
- Johnny Mad Dog de Jean-Stéphane Sauvaire
- A Festa da Menina Morta de Matheus Nachtergaele
- La Vie moderne de Raymond Depardon
- Le Sel de la mer d'Annemarie Jacir
- Los Bastardos d'Amat Escalante
- O' Horten de Bent Hamer
- Parking de Chung Mong-Hong
- Soi Cowboy de Thomas Clay
- Tokyo!, de Michel Gondry Leos Carax i Bong Joon-ho
- Tokyo Sonata de Kiyoshi Kurosawa
- Tulpan de Sergey Dvortsevoy
- Tyson de James Toback
- Versailles de Pierre Schoeller
- Wendy and Lucy de Kelly Reichardt
- Wolke Neun de Andreas Dresen
- Ocean Flame (Yíbàn Haǐshuǐ, Yíbàn Huǒyàn) de Fendou Liu

### Pel·lícules fora de competició
Les següents pel·lícules foren seleccionades per ser projectades fora de competició:
- The Chaser (Chugyeogja) de Na Hong-jin ( Corea del Sud)
- Joheunnom nabbeunnom isanghannom de Kim Jee-woon ( Corea del Sud)
- Indiana Jones and the Kingdom of the Crystal Skull de Steven Spielberg ( Estats Units)
- Kung Fu Panda de John Stevenson i Mark Osborne ( Estats Units)
- Maradona d'Emir Kusturica ( Sèrbia)
- Surveillance de Jennifer Chambers Lynch ( Estats Units)
- Vicky Cristina Barcelona de Woody Allen ( Estats Units)
- What Just Happened? de Barry Levinson

### Projeccions Especials
Les següents pel·lícules foren seleccionades per ser projectades a la secció Projeccions Especials:
- Ashes of Time Redux de Wong Kar-wai ( R.P. de la Xina)
- C'est dur d'être aimé par des cons de Daniel Leconte
- Chelsea on the rocks de Abel Ferrara
- Of Time and the City de Terence Davies ( Regne Unit)
- Roman Polanski: Wanted and Desired de Marina Zenovich ( Estats Units- Regne Unit)
- The Third Wave de Alison Thompson
- Sanguepazzo de Marco Tullio Giordana ( Itàlia- França)

### Cinéfondation
Les següents pel·lícules foren seleccionades per ser projectades a la competició Cinéfondation:
- Ba yue shi wu de Jiang Xuan
- Blind Spot de Johanna Bessiere, Nicolas Chauvelot, Olivier Clert, Cécile Dubois Herry, Yvon Jardel, Simon Rouby
- El Reloj de Marco Berger
- Et dans mon coeur j'emporterai de Yoon Sung-A
- Forbach de Claire Burger
- Gata de Diana Mkrtchyan
- Gestern In Eden de Jan Speckenbach
- Himnon d'Elad Keidan
- Illusion Dwellers de Robb Ellender
- Interior. Scara de Bloc de Ciprian Alexandrescu
- Kestomerkitsijät de Juho Kuosmanen
- Naus de Lukás Glaser
- O som e o resto d'André Lavaquial
- Shtika de Hadar Morag
- Stop de Park Jae-Ok
- The Maid de Heidi Saman
- This Is a Story About Ted and Alice de Teressa Tunney

### Curtmetratges en competició
Els següents curtmetratges competien per Palma d'Or al millor curtmetratge:
- 411-Z de Daniel Erdélyi
- Buen Viaje de Javier Palleiro
- De moins en moins de Mélanie Laurent ( França)
- El Deseo de Marie Benito
- Jerrycan de Julius Avery
- Love You More de Sam Taylor-Wood
- Megatron de Marian Crişan
- My Rabbit Hoppy de Anthony Lucas
- Smafuglar de Rúnar Rúnarsson

### Cannes Classics
Cannes Classics posa el punt de mira en documentals sobre cinema i obres mestres del passat remasteritzades.
Tributs
- Douro, faina fluvial de Manoel de Oliveira (1931, curt)[16]

Documentals sobre cinema
- Il était une fois...Lawrence d'Arabie d'Anne Kunvari (2008)
- La Collection Cinéma cinémas de Claude Ventura (2008)
- No Subtitles Necessary: Laszlo & Vilmos de James Chressanthis (2008)
- O mistério do Samba de Jabor Carolina, Buarque De Hollanda Lula (2008)

Pel·lícules restaurades
- 13 jours en France de Claude Lelouch, François Reichenbach (1968)
- 24 Heures de la vie d'une femme de Dominique Delouche (1968)
- Anna Karenina de Alexandre Zarkhi (1967)
- The Big Snooze de Robert Clampett (1946, curt)
- Birds Anonymous de Fritz Freleng (1957, curt)
- Blazing Saddles de Mel Brooks (1974)
- Bonnie And Clyde de Arthur Penn (1967)
- Book Revue de Robert Clampett (1945, short)
- Captain Blood de Michael Curtiz (1935)
- Dirty Harry de Don Siegel (1971)
- Duck Amuck de Charles M. Jones (1951, short)
- The Effect of Gamma Rays on Man-in-the-Moon Marigolds de Paul Newman (1972)
- Enter the Dragon de Robert Clouse (1973)
- Fingers de James Toback (1977)
- Gamperaliya de Lester James Peries (1965)
- Guide de Vijay Anand (1965)
- Hanyo de Kim Ki-young (1960)
- I Am a Fugitive From a Chain Gang de Mervyn Leroy (1932)
- I Love to Singa de Tex Avery (1936, curt)
- Interviews with My Lai Veterans de Joseph Strick (1971)
- The Invisible Man de James Whale (1933)
- Let's Get Lost de Bruce Weber (1989)
- Lola Montes de Max Ophuls (1955)
- The Long Day's Dying de Peter Collinson (1968)
- The Matrix de Larry Wachowski, Andy Wachowski (1999)
- One Froggy Evening de Charles M. Jones (1955, short)
- Orphee de Jean Cocteau (1949)
- The Passionate Friends de David Lean (1948)
- Peppermint Frappé de Carlos Saura (1968)
- Porky in Wackyland de Robert Clampett (1938, curt)
- Rabbit of Seville de Charles M. Jones (1949, curt)
- Santa Sangre d'Alejandro Jodorowsky (1989)
- The Savage Eye de Ben Maddow, Sidney Meyers, Joseph Strick (1960)
- Susuz Yaz de Metin Erksan (1964)
- This Happy Breed de David Lean (1944)
- Touki Bouki de Djibril Diop Mambety (1973)
- What Ever Happened to Baby Jane? de Robert Aldrich
- What's Opera, Doc? de Chuck Jones (1957, short)
- What's Up Doc? de Peter Bogdanovich (1972)
- Zigeunerweisen de Seijun Suzuki (1980)

## Seccions paral·leles

### Setmana Internacional dels Crítics
Els següents llargmetratges van ser seleccionats per ser projectats per a la quaranta setena Setmana de la Crítica (47e Semaine de la Critique):
Pel·lícules en competició
- Better Things de Duane Hopkins ( Regne Unit,  Alemanya)
- Das Fremde in mir d'Emily Atef ( Alemanya)
- Vse umrut, a ya ostanus de Valeriya Gai Germanika ( Rússia)
- La Sangre brota de Pablo Fendrik ( Argentina,  França,  Alemanya)
- Les Grandes personnes d'Anna Novion ( França,  Suècia)
- MAanrijding in Moscou de Christophe Van Rompaey ( Bèlgica)
- Snijeg d'Aida Begic ( Bòsnia i Hercegovina,  Alemanya,  França,  Iran)

Curtmetratges en competició
- A espera de Fernanda Teixeira ( Brasil)
- Ahendu nde sapukai de Pablo Lamar ( Argentina,  Paraguai)
- Ergo de Géza M. Tóth ( Hongria)
- La Copie de Coralie de Nicolas Engel ( França)
- Next Floor de Denis Villeneuve ( Canadà)
- Nosebleed de Jeff Vespa (USA)
- Skhizein de Jérémy Clapin ( França)

Projeccions especials
- Shiva de Ronit Elkabetz, Shlomi Elkabetz ( Israel,  França)
- Rumba de Dominique Abel, Fiona Gordon, Bruno Romy ( França,  Bèlgica)
- Home d'Ursula Meier (Switzerland,  França,  Bèlgica)
- Desierto adentro de Rodrigo Plá ( Mèxic)
- La Fin de la pauvreté? de Philippe Diaz ( Estats Units)
- Enfants de Don Quichotte (Acte 1) de Ronan Dénécé, Augustin Legrand, Jean-Baptiste Legrand ( França)

Curtmetratges
- Areia de Caetano Gotardo ( Brasil)
- La Résidence Ylang Ylang de Hachimiya Ahamada ( França,  Comores)
- L'ondée de David Coquard-Dassault ( França,  Canadà)
- Beyond the Mexique Bay de Jean-Marc Rousseau Ruiz ( França,  Mèxic)

Prix de la Critique
- Taxi Wala de Lola Frederich ( França)
- Graffiti de Vano Burduli ( Geòrgia)
- Les Filles de feu de Jean-Sébastien Chauvin ( França)
- Les Paradis Perdus de Hélier Cisterne ( França)
- Ung and falder de Martin De Thurah ( Dinamarca)
- A Relationship in Four Days de Peter Glanz (USA)

### Quinzena dels directors
Les següents pel·lícules foren exhibides en la Quinzena dels directors de 2008 (Quinzaine des Réalizateurs):
Pel·lícules
- Acne de Federico Veiroj
- Aquele querido mês de agosto de Miguel Gomes
- Boogie de Radu Muntean
- Les Bureaux de Dieu de Claire Simon
- El cant dels ocells d'Albert Serra
- Cztery noce z Anna de Jerzy Skolimowski
- De la guerre de Bertrand Bonello
- Dernier maquis de Rabah Ameur-Zaïmeche
- Eldorado de Bouli Lanners
- Elève libre de Joachim Lafosse
- Liverpool de Lisandro Alonso
- Monsieur Morimoto de Nicola Sornaga
- Niú lán zhī nǔ de Yin Lichuan
- Now Showing de Raya Martin
- The Pleasure of Being Robbed de Josh Safdie
- Il Resto della notte de Francesco Munzi
- Salamandra de Pablo Agüero
- Shultes de Bakur Bakuradze
- Slepe lasky de Juraj Lehotsky
- Taraneh Tanhaïye Tehran de Saman Salour
- Tony Manero de Pablo Larraín
- Le Voyage aux Pyrénées de Arnaud et Jean-Marie Larrieu

Projeccions especials
- 40X15 de Olivier Jahan
- Itinéraire de Jean Bricard de Danièle Huillet, Jean-Marie Straub (40 min)
- Le Genou d'Artemide de Jean-Marie Straub (26 min)
- Milestones (Reprise) de John Douglas, Robert Kramer

Curtmetratges
- The Acquaintances of a Lonely John de Benny Safdie
- Ciel éteint! de F.J. Ossang
- Easter Morning de Bruce Conner
- Il fait beau dans la plus belle ville du monde de Valérie Donzelli
- Je vous hais petites filles de Yann Gonzalez
- Kamel s'est suicidé six fois, son père est mort de Soufiane Adel
- MAN de Myna Joseph
- Mes copains de Louis Garrel
- Muro de Tião
- Sagan om den lille Dockpojken de Johannes Nyholm
- Summer Afternoon de Wi-ding Ho
- Vsakdan ni vsak dan de Martin Turk

## Premis

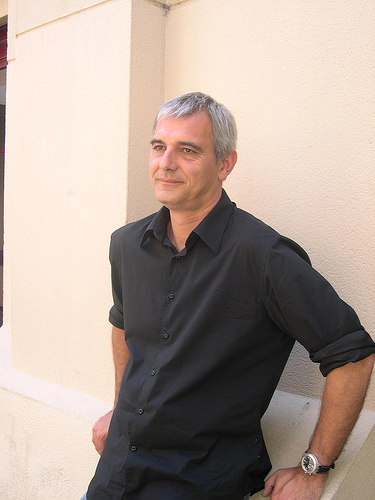
Laurent Cantet, guanyador de la Palme d'Or

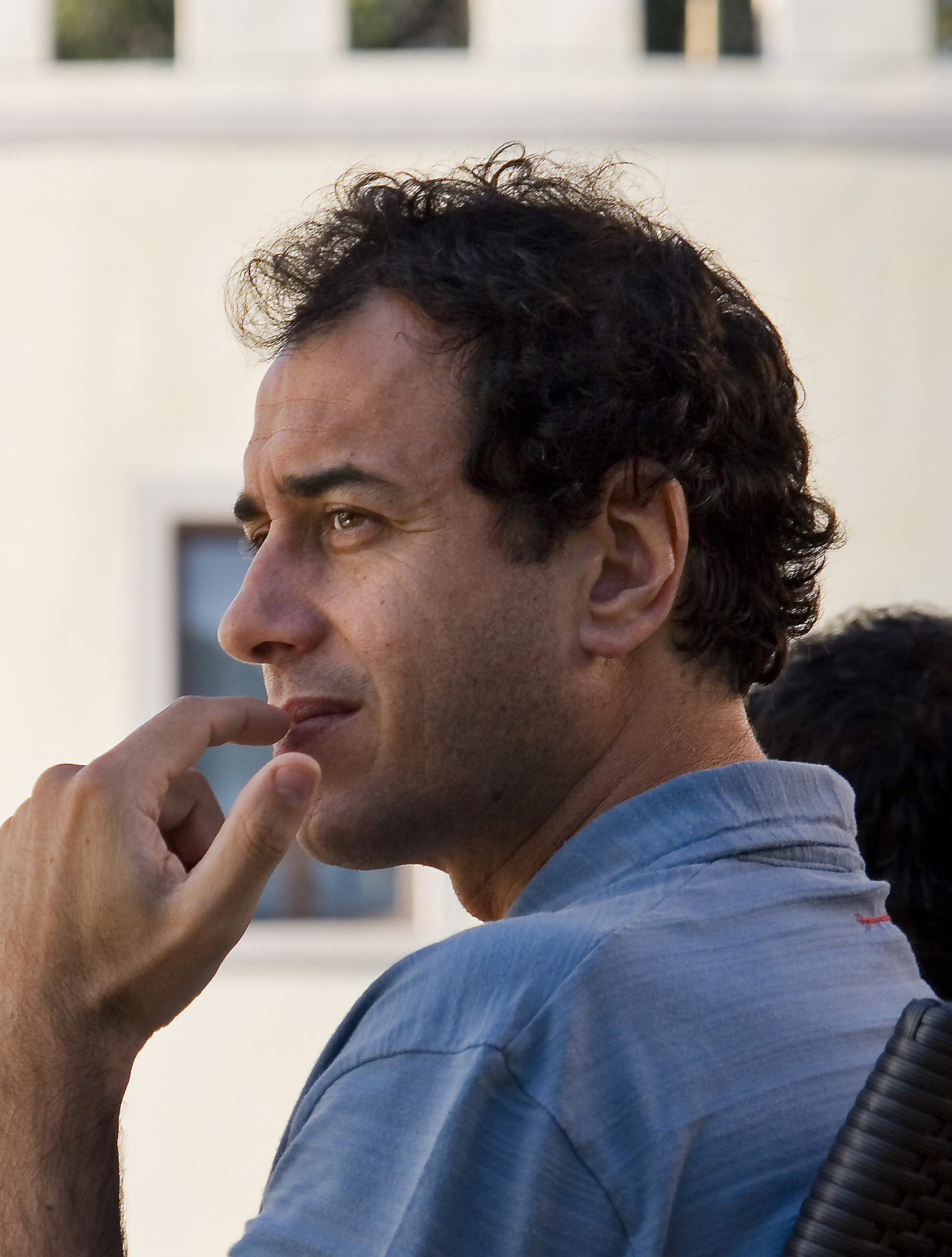
Matteo Garrone, guanyador del Grand Prix

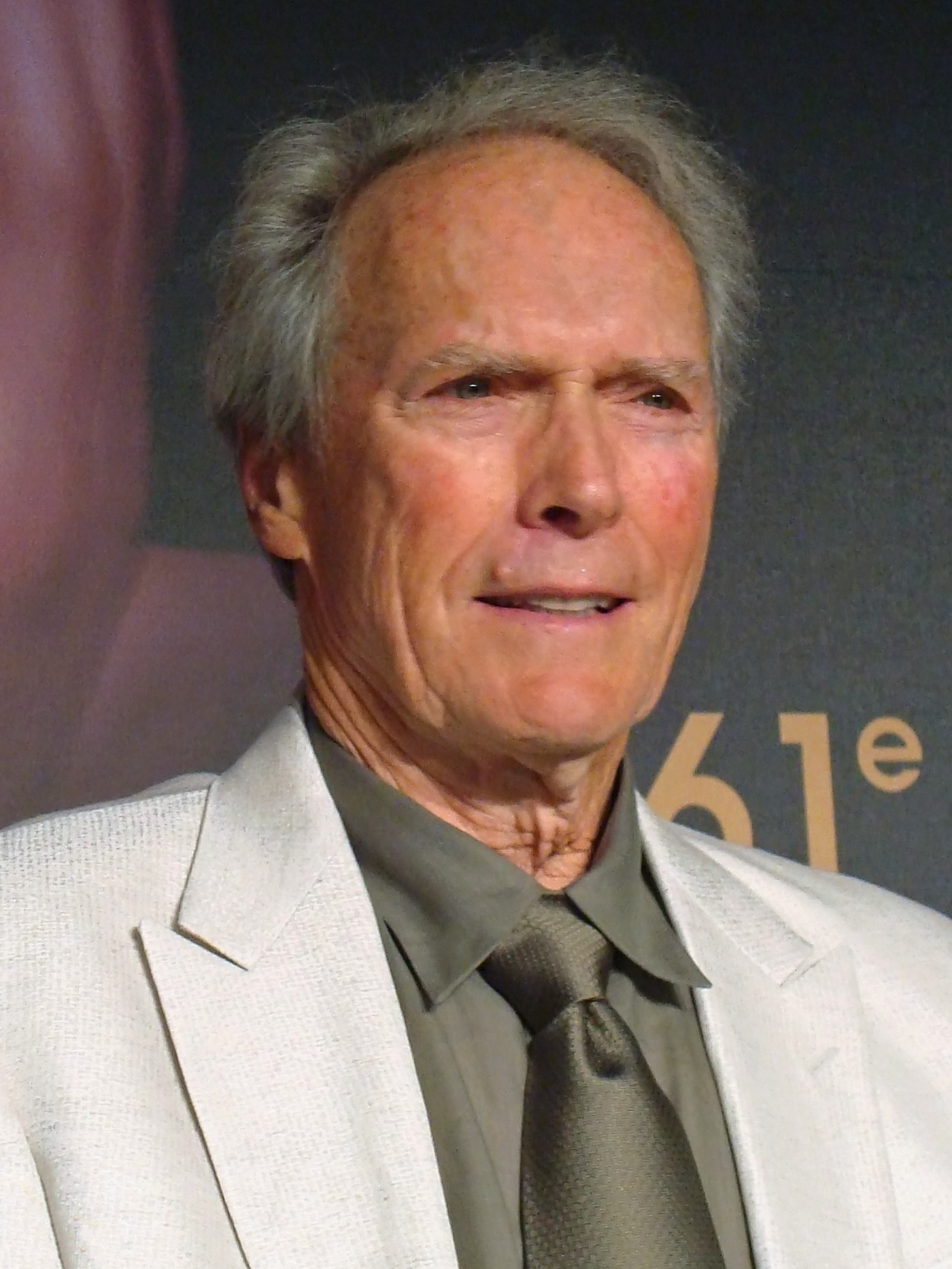
Clint Eastwood al festival promocionant Changeling

### Premis oficials
Els guardonats en les seccions oficials de 2008 foren:
- Palme d'Or: Entre les murs de Laurent Cantet
- Grand Prix: Gomorra de Matteo Garrone
- Millor director: Nuri Bilge Ceylan per Üç Maymun
- Millor guió: Luc & Jean-Pierre Dardenne per Le silence de Lorna
- Millor actriu: Sandra Corveloni a Linha de Passe
- Millor actor: Benicio del Toro a Che
- Premi del Jurat: Paolo Sorrentino per Il Divo
- Premi especial del Festival: Catherine Deneuve i Clint Eastwood

Un Certain Regard
- Prix Un Certain Regard: Tulpan de Sergei Dvortsevoi
- Premi especial del Jurat Un Certain Regard: Tokyo Sonata de Kiyoshi Kurosawa
- Premi del Jurat Heart Throb: Wolke Neun d'Andreas Dresen
- Premi Knockout: Tyson de James Toback
- Premi de l'Esperança: Johnny Mad Dog de Jean-Stéphane Sauvaire

Cinéfondation
- Primer premi: Himnon d'Elad Keidan
- Segon premi: Forbach de Claire Burger
- Tercer Premi: Stop de Park Jae-Ok i Kestomerkitsijät de Juho Kuosmanen

Càmera d'Or
- Caméra d'Or: Hunger de Steve McQueen
- Caméra d'Or - Menció especial: Vse umrut, a ya ostanus de Valeriya Gai Germanika

Curtmetratges
- Palma d'Or al millor curtmetratge: Megatron de Marian Crişan[20]
- Premi del Jurat: Jerrycan de Julius Avery

### Premis independents
Premis FIPRESCI
- Hunger de Steve McQueen (Un Certain Regard)
- Eldorado de Bouli Lanners (Quinzena dels Directors)
- Delta de Kornél Mundruczó (En competició)

Premi Vulcan a l'Artista Tècnic
- Premi Vulcan: Il Divo de Paolo Sorrentino

Jurat Ecumènic
- Premi del Jurat Ecumènic: Adoration d'Atom Egoyan

Premis en el marc de la Setmana Internacional de la Crítica
- Gran Premi de la Setmana de la Crítica: Snijeg d'Aida Begic
- Premi SACD: Aanrijding in Moscou de Christophe Van Rompaey
- Premi ACID/CCAS: Aanrijding in Moscou de Christophe Van Rompaey
- Premi dels Joves CríticsOFAJ/TV5MONDE Young Critics Award: La Sangre brota de Pablo Fendrik
- Grand Prix Canal+ al curtmetratge: Next Floor de Denis Villeneuve
- Premi Kodak Discovery al millor curtmetratge: Skhizein de Jérémy Clapin

Other awards
- Premi Regards Jeunes: Vse umrut, a ya ostanus de Valeriya Gai Germanika

Association Prix François Chalais
- Prix François Chalais: Sanguepazzo de Marco Tullio Giordana[23]